# Zwackeisen

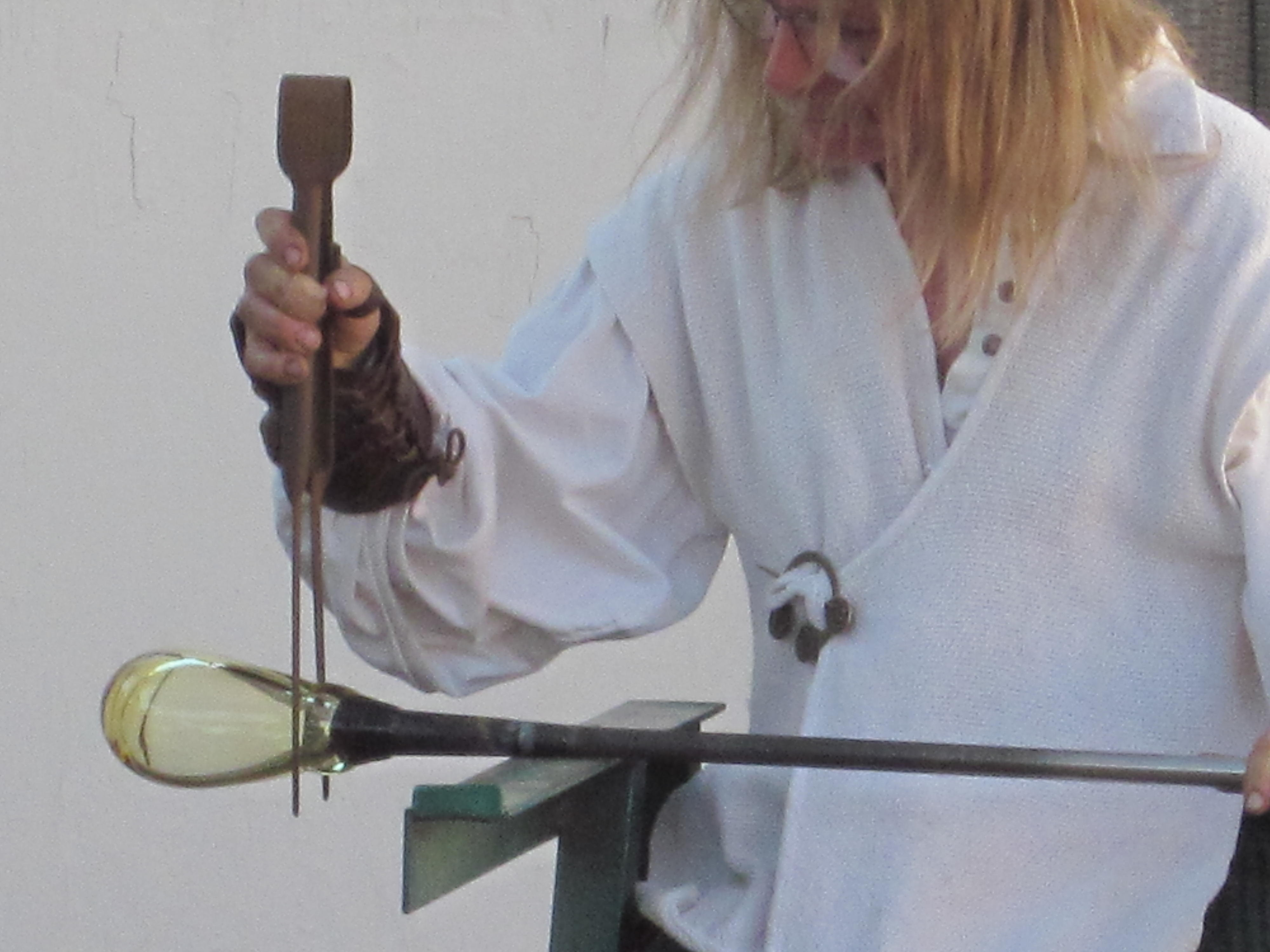
Zwackeisen im Einsatz

Das Zwackeisen ist ein Handwerkzeug, das in der manuellen Glasbläserei Anwendung findet. Das Zwackeisen ist ein länglich zusammengebogenes elastisches Eisen mit zwei spitz oder flach auslaufenden Spitzen (pinzettenähnlich), mit denen das Glasgut gezwackt wird. Das Werkzeug kann als Zange gebraucht werden. Der Begriff Zwacken kann mit Zusammendrücken erklärt werden. 